# John Dodds
John Dodds   (Brisbane, 13 de novembre de 1943 - Brisbane, 31 de gener de 2024) va ser un pilot de motociclisme australià que va destacar en competició internacional durant la dècada del 1970. Va competir als Grans Premis de 1966 a 1978 i hi va obtenir com a millor resultat global el tercer lloc final, darrere de Dieter Braun i Teuvo Länsivuori, al campionat del món de 250cc de 1973. El 1974 va guanyar el campionat de Fórmula 750, aleshores amb rang de campionat d'Europa.

## Carrera esportiva
Dodds va guanyar el seu primer Gran Premi el 1970 amb una Aermacchi  monocilíndrica, concretament el Gran Premi d'Alemanya de 125cc, celebrat sota la pluja a l'antic traçat de Nürburgring de 22,9 km de llarg.
Durant la temporada de 1971, Dodds va ajudar el seu company de curses, el neozelandès Kim Newcombe, a desenvolupar una nova motocicleta de competició equipada amb un motor forabord de dos temps dissenyat per Dieter König. Newcombe i la König van ser els primers a desafiar el domini de MV Agusta després de la retirada d'Honda dels Grans Premis a finals de 1967.
El 1973, Dodds va competir en el primer campionat d'Europa de Fórmula 750, en què acabà segon al difícil circuit de Clermont-Ferrand i va guanyar la ronda final al de Montjuïc, cosa que el va fer acabar la temporada com a subcampió darrere de Barry Sheene. El 1974 va guanyar el Gran Premi de Mettet de pretemporada de 500cc i més tard es va proclamar campió de Fórmula 750 amb una Yamaha TZ 350.

## Resultats al Mundial de motociclisme
Barem de puntuació de 1950 a 1968:
| Posició | 1 | 2 | 3 | 4 | 5 | 6 |
| Punts   | 8 | 6 | 4 | 3 | 2 | 1 |

Barem de puntuació de 1969 a 1987:
| Posició | 1  | 2  | 3  | 4 | 5 | 6 | 7 | 8 | 9 | 10 |
| Punts   | 15 | 12 | 10 | 8 | 6 | 5 | 4 | 3 | 2 | 1  |

(Ids. Grans Premis | Llegenda) (Curses en negreta indiquen pole; curses en  itàlica indiquen volta ràpida)
| Any  | Categoria | Equip     | 1       | 2       | 3       | 4       | 5       | 6       | 7       | 8       | 9       | 10      | 11      | 12      | 13     | Punts | Posició | Victòries |
| ---- | --------- | --------- | ------- | ------- | ------- | ------- | ------- | ------- | ------- | ------- | ------- | ------- | ------- | ------- | ------ | ----- | ------- | --------- |
| 1966 | 250cc     | Cotton    | ESP -   | GER -   | FRA -   | NED -   | BEL -   | DDR -   | CZE -   | FIN -   | ULS -   | IOM RET | NAT -   | JPN -   |        | 0     | -       | 0         |
| 1966 | 500cc     | Norton    |         | GER RET |         | NED -   | BEL 13  | DDR 6   | CZE 10  | FIN -   | ULS RET | IOM RET | NAT RET |         |        | 1     | 20è     | 0         |
| 1967 | 500cc     | Norton    | GER RET | IOM -   | NED 10  | BEL 8   | DDR 4   | CZE 6   | FIN 9   | ULS -   | NAT RET | CAN -   |         |         |        | 4     | 13è     | 0         |
| 1968 | 500cc     | Norton    | GER RET | ESP 3   | IOM RET | NED RET | BEL 10  | DDR RET | CZE RET | FIN 5   | ULS -   | NAT 8   |         |         |        | 6     | 14è     | 0         |
| 1969 | 125cc     | Aermacchi | ESP -   | GER -   | FRA -   | IOM -   | NED 6   | BEL 11  | DDR -   | CZE -   | FIN -   |         | NAT 9   | YUG -   |        | 7     | 25è     | 0         |
| 1969 | 500cc     | Librenti  | ESP -   | GER 4   | FRA RET | IOM -   | NED -   | BEL RET | DDR -   | CZE -   | FIN RET | ULS -   | NAT 3   | YUG RET |        | 18    | 11è     | 0         |
| 1970 | 125cc     | Aermacchi | GER 1   | FRA RET | YUG -   | IOM -   | NED RET | BEL 7   | DDR -   | CZE -   | FIN RET |         | NAT -   | ESP 6   |        | 24    | 8è      | 1         |
| 1970 | 500cc     | Librenti  | GER RET | FRA -   | YUG -   | IOM -   | NED RET | BEL RET | DDR 2   |         | FIN RET | ULS DNQ | NAT -   | ESP RET |        | 12    | 15è     | 0         |
| 1971 | 250cc     | Yamaha    | AUT RET | GER 3   | IOM -   | NED 7   | BEL 2   | DDR -   | CZE -   | SWE 7   | FIN 2   | ULS -   | NAT 2   | ESP 6   |        | 59    | 4t      | 0         |
| 1971 | 500cc     | König     | AUT RET | GER 10  | IOM -   | NED RET | BEL RET | DDR RET |         | SWE -   | FIN -   | ULS RET | NAT RET | ESP -   |        | 1     | 49è     | 0         |
| 1972 | 250cc     | Yamaha    | GER 5   | FRA RET | AUT 3   | NAT 6   | IOM -   | YUG 4   | NED -   | BEL 5   | DDR -   | CZE 7   | SWE 8   | FIN RET | ESP -  | 42    | 6è      | 0         |
| 1972 | 350cc     | Yamaha    | GER -   | FRA RET | AUT -   | NAT -   | IOM -   | YUG -   | NED -   |         | DDR -   | CZE 9   | SWE -   | FIN 6   | ESP -  | 8     | 22è     | 0         |
| 1973 | 250cc     | Yamaha    | FRA 10  | AUT 5   | GER RET |         | IOM -   | YUG 7   | NED 3   | BEL 2   | CZE 6   | SWE RET | FIN 3   | ESP 1   |        | 58    | 3r      | 1         |
| 1973 | 350cc     | Yamaha    | FRA RET | AUT RET | GER RET | NAT 4   | IOM -   | YUG 3   | NED 4   | BEL -   | CZE 6   | SWE 4   | FIN 3   | ESP -   |        | 49    | 4t      | 0         |
| 1974 | 250cc     | Yamaha    |         | GER -   |         | NAT DNS | IOM RET | NED 5   | BEL 4   | SWE RET | FIN 6   | CZE 7   | YUG -   | ESP 1   |        | 38    | 7è      | 1         |
| 1974 | 350cc     | Yamaha    | FRA 10  | GER -   | AUT RET | NAT -   | IOM -   | NED RET | BEL -   | SWE 8   | FIN 1   |         | YUG 2   | ESP RET |        | 31    | 4t      | 1         |
| 1975 | 250cc     | Yamaha    | FRA -   | ESP -   |         | GER -   | NAT -   | IOM -   | NED -   | BEL -   | SWE -   | FIN 6   | CZE 7   | YUG -   |        | 9     | 19è     | 0         |
| 1975 | 350cc     | Yamaha    | FRA -   | ESP -   | AUT -   | GER -   | NAT -   | IOM -   | NED -   |         |         | FIN 10  | CZE -   | YUG -   |        | 1     | 47è     | 0         |
| 1976 | 250cc     | Yamaha    | FRA 11  |         | NAT RET | YUG -   | IOM -   | NED 3   | BEL 4   | SWE RET | FIN 7   | CZE 9   | GER 17  | ESP 14  |        | 24    | 11è     | 0         |
| 1976 | 350cc     | Yamaha    | FRA 10  | AUT 3   | NAT 3   | YUG RET | IOM -   | NED 5   |         |         | FIN 9   | CZE 6   | GER RET | ESP RET |        | 34    | 5è      | 0         |
| 1977 | 250cc     | Yamaha    | VEN -   |         | GER 18  | NAT 18  | ESP DNQ | FRA 10  | YUG 4   | NED DNQ | BEL -   | SWE -   | FIN 18  | CZE 13  | GBR -  | 9     | 22è     | 0         |
| 1977 | 350cc     | Yamaha    | VEN -   |         | GER RET | NAT -   | ESP RET | FRA 6   | YUG 5   | NED -   |         | SWE -   | FIN RET | CZE -   | GBR 12 | 11    | 20è     | 0         |
| 1978 | 250cc     | Yamaha    | VEN -   | ESP -   |         | FRA RET | NAT -   | NED RET | BEL RET | SWE RET | FIN 9   | GBR -   | GER 20  | CZE -   | YUG -  | 2     | 24è     | 0         |